# Belciana sophronia
Belciana sophronia là một loài bướm đêm trong họ Noctuidae.